# Pelekium watanabei
Pelekium watanabei là một loài Rêu trong họ Thuidiaceae. Loài này được (Touw) Touw mô tả khoa học đầu tiên năm 2001.